# اس‌ام یو-۱۶ (اتریش-مجارستان)
اس‌ام یو-۱۶ (اتریش-مجارستان) (به انگلیسی: SM U-16 (Austria-Hungary)) یک زیردریایی بود که طول آن ۹۲ فوت ۲ اینچ (۲۸٫۰۹ متر) بود. این زیردریایی در سال ۱۹۱۵ ساخته شد.